# Jade Puget
Jade Errol Puget, född den 28 november 1972, spelar gitarr i det kända amerikanska rockbandet AFI. Innan han blev en medlem i AFI (1998) spelade han i bland annat Loose Change och Redemption 87.
Jade har flera tatueringar, bland annat en katt som hoppar genom en nia, en tatueringar han delar med Nick 13 från Tiger Army och Davey Havok, sångaren i AFI. Han har även en hyllning till bandet The Cure på sin arm, där han tatuerat in Boys Don't Cry, vilken är en känd låt av The Cure. Jade är också Straight edge, en livsstil som han delar med Davey Havok.